# Ernst Leuenberger

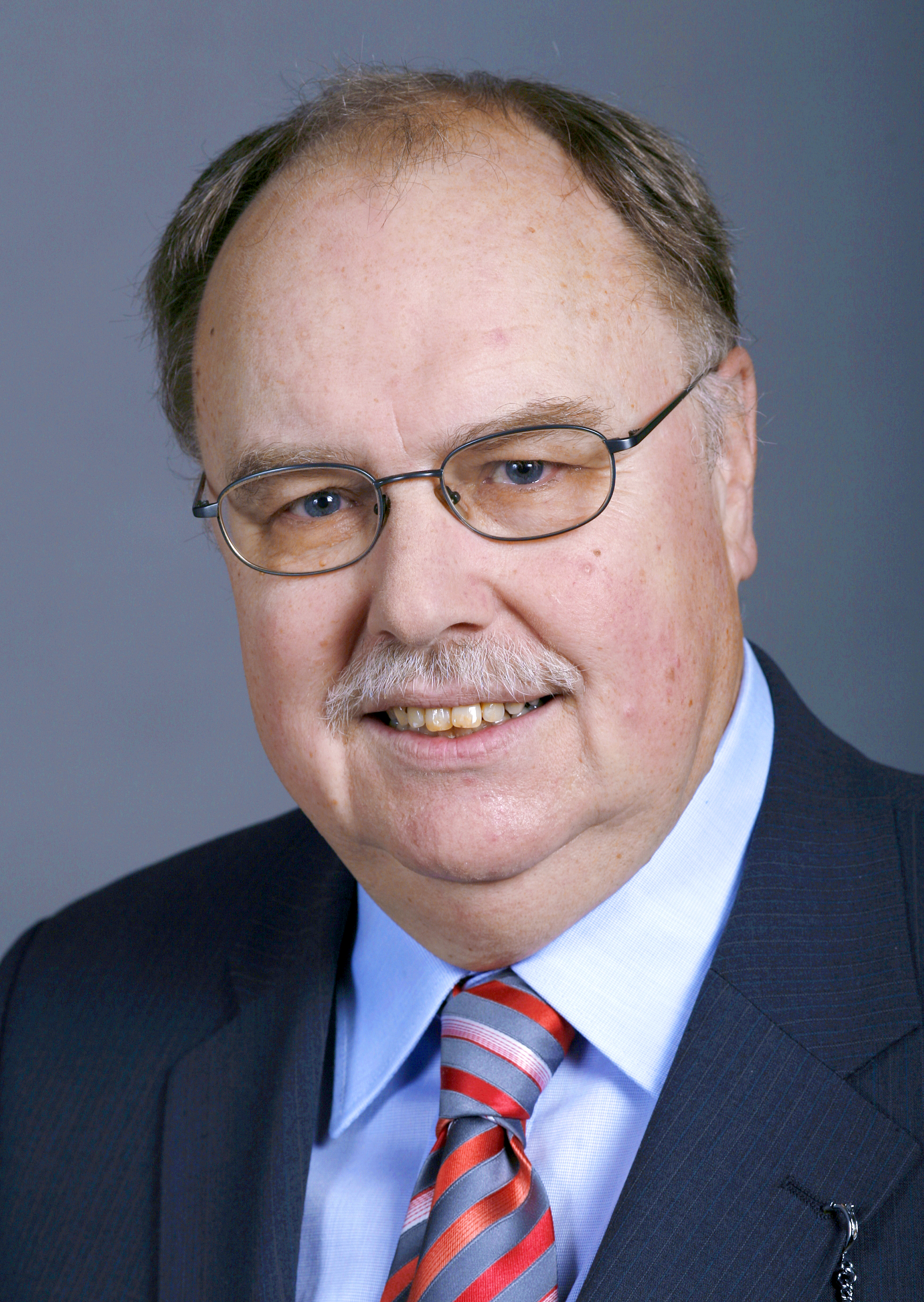
Ernst Leuenberger

Ernst «Aschi» Leuenberger (* 18. Januar 1945 in Kräiligen bei Bätterkinden; † 30. Juni 2009) war ein Schweizer Gewerkschafter und Politiker (SP). Im Amtsjahr 1997/98 war er Nationalratspräsident.

## Biografie
Ernst Leuenberger wuchs als eines von vier Kindern einer Arbeiterfamilie in Bätterkinden im Kanton Bern auf. Schon als Schüler interessierte er sich für Politik und hatte persönlichen Kontakt zu Eduard von Steiger, noch bevor er ans Gymnasium in Solothurn wechselte. An der Universität Bern studierte er Wirtschafts- und Sozialwissenschaften und arbeitete ab 1973 als Sekretär des Solothurner Gewerkschaftsbundes. Später wurde er Vizepräsident des Schweizerischen Gewerkschaftsbundes (SGB); 1990 unterlag er in der Wahl zum Präsidenten Walter Renschler. Er wechselte zur Gewerkschaft des Verkehrspersonals, zuletzt von Anfang 1997 bis Mitte 2005 als Präsident des SEV.
Leuenberger war während 26 Jahren – von 1983 bis zu seinem Tod 2009 – Mitglied der eidgenössischen Räte; bis 1999 als Mitglied des Nationalrats (1997/98 zugleich Nationalratspräsident), ab den Wahlen 1999 als Vertreter des Kantons Solothurn im Ständerat.
Im Nationalrat gehörte er der Kommission für Soziale Sicherheit (1987 als Präsident) und der Finanzkommission (1995 Präsident) sowie den parlamentarischen Delegationen VD (Verwaltungsdelegation, 1998 Präsident) und NAD (NEAT-Aufsichtsdelegation, 1999 Vizepräsident) an.
Im Ständerat war er Mitglied der Finanzkommission (Präsident 2005/07), der Finanzdelegation, der Staatspolitischen Kommission (SPK), der Kommission für Wirtschaft und Abgaben (WAK) und der Kommission für Verkehr und Fernmeldewesen (KVF; 2001/03 Präsident), der Spezialkommission für die Vorberatung des Finanzausgleichs (NFA III) sowie wiederum der NAD (2000 Präsident).
Ernst Leuenberger war verheiratet und Vater von zwei erwachsenen Kindern. Am 30. Juni 2009 erlag er seinem langjährigen Krebsleiden.